# (33525) 1999 GG53
1999 GG53 (asteroide 33525) é um asteroide da cintura principal. Possui uma excentricidade de 0.08853600 e uma inclinação de 5.22971º.
Este asteroide foi descoberto no dia 11 de abril de 1999 por LONEOS em Anderson Mesa.